# Denis Haruț
 (août 2025).
Denis Haruț, né le 25 février 1999 à Timișoara en Roumanie, est un footballeur roumain qui évolue au poste d'arrière droit au FCSB.

## Biographie

### En club
Né à Timișoara en Roumanie, Denis Haruț est formé par le club local du Poli Timișoara. Il joue son premier match en professionnel le 17 mai 2017, en coupe de Roumanie contre l'Astra Giurgiu. Son équipe s'incline sur le score de trois buts à zéro ce jour-là.
Il rejoint le FC Botoșani lors de l'été 2019, son transfert est annoncé le 3 juin cette année-là. Il joue son premier match sous ses nouvelles couleurs le 20 juillet suivant face au FC Voluntari, lors de la deuxième journée de la saison 2019-2020. Il est titularisé à son poste de prédilection et son équipe s'impose sur le score de quatre buts à un ce jour-là.
Le 5 février 2021, lors du mercato hivernal, Denis Haruț rejoint le FCSB. Il signe un contrat courant jusqu'en juin 2025.

### En sélection nationale
Denis Haruț joue son premier match avec l'équipe de Roumanie des moins de 19 ans le 8 novembre 2017 contre la Grèce. Il est titularisé au poste de défenseur central lors de cette rencontre remportée par les siens (2-1). Il est un membre régulier de l'équipe jusqu'en 2018.
Denis Haruț joue son premier match avec l'équipe de Roumanie espoirs le 4 septembre 2020 contre la Finlande. Il est titularisé et son équipe s'impose par trois buts à un.